# Loxostege sierralis
Loxostege sierralis là một loài bướm đêm trong họ Crambidae.